# Vokal (sprog)
 For alternative betydninger, se Vokal. (Se også artikler, som begynder med Vokal)
Vokaler (eller selvlyde) er sproglyde, med fri passage for luftstrømmen gennem mundhulen. På skriftligt dansk har vi vokalerne:
- a
- e
- i
- o
- u
- y
- æ
- ø
- å

- men det talte dansk har omtrent 26 forskellige vokaler. Det er f.eks. karakteristisk, at udlændinge oplever og gengiver a-lyden i han som en flad, æ-agtig lyd: "hæn". Omvendt kan man se børn opleve det dybe a i lagt som en ar-agtig lyd, så de skriver: "largt".
Det er blandt andet de mange, hårfint graduerede vokaler, der gør dansk til et svært sprog at lære.
I andre sprog, som f.eks. de semitiske, har vokalerne så lidt betydning, at fønikerne udviklede alfabetet helt uden tegn for dem (altså udelukkende med tegn for medlyde). Først da oldtidens grækere skulle omskabe skrifttegnene, så de kunne bruges til deres eget sprog, måtte man indføre tegn for vokalerne.